# بيل جاكسون
بيل جاكسون (بالإنجليزية: Bill Jackson)‏ هو سياسي أمريكي، ولد في 30 ديسمبر 1932 بآشفيل في الولايات المتحدة. حزبياً، نشط في الحزب الجمهوري. وقد انتخب عضو مجلس نواب جورجيا.